# Rory MacLean
Rory MacLean, né le 5 novembre 1954 à Vancouver, est un écrivain voyageur canadien qui vit en Angleterre et Berlin. Ses œuvres les plus connues sont Stalin’s Nose, le récit d’un voyage surréaliste et noir à travers l’Europe de l’Est tout de suite après la chute du mur de Berlin, et Magic Bus, qui retrace l’histoire de la “piste des hippies“, à travers l’Asie par voie de terre.

## Biographie
Fils d’un homme de presse réputé Andrew Dyas MacLean, qui était aussi un inventeur du dimanche, Rory MacLean passe son enfance à recréer le monde, en coloriant son atlas, afin d’y glisser des pays et des histoires imaginaires. Après ses études, il réalise des films pendant une dizaine d’années, travaillant en Angleterre avec Ken Russell et David Hemmings, à Paris avec Marlene Dietrich et à Berlin avec David Bowie. En 1989, il remporte le concours du meilleur récit de voyage, organisé par le journal The Independent. Dès lors, il délaisse les scénarios pour se consacrer à la prose.
Son premier livre, Stalin’s Nose, raconte un voyage de Berlin à Moscou dans une Trabant; il figure bientôt sur la liste des dix meilleures ventes en Angleterre et se voit décerner le prix du Yorkshire Post, « Best First Work Award », couronnant le meilleur premier ouvrage de l’année. L’auteur William Dalrymple salue « les débuts les plus spectaculaires, en matière de récit de voyage, depuis En Patagonie de Bruce Chatwin ». Colin Thubron considère l’ouvrage comme un vrai « chef-d'œuvre surréaliste ».
Son deuxième livre, The Oatmeal Ark, entraîne le lecteur en Écosse, puis à travers le Canada, à la poursuite du rêve des immigrants et des voyageurs. John Fowles note que « ce livre explique merveilleusement la nature vivante de la littérature ». L’ouvrage est sélectionné pour le prix littéraire international, IMPAC Dublin. Ensuite, ayant eu l’occasion de retrouver Aung San Suu Kyi, MacLean se rend en Birmanie. Son livre Under the Dragon raconte l’histoire tragique de ce pays trahi, pour lequel l’Arts Council of England lui décerne son prix littéraire.
Pour son cinquième livre, Falling for Icarus, MacLean part en Crète et il y construit – en prévision d’un vol unique – une machine volante. Ce voyage personnel est entrepris avec l’espoir de parvenir à accepter la mort de sa mère, tout en s’efforçant aussi d’explorer le rapport entre les Mythes grecs et la vie moderne.  
Dans son sixième livre, Magic Bus, MacLean retourne sur les traces des centaines de milliers des jeunes Occidentaux qui – au cours des années 1960 et 1970 – ont créé la « piste des hippies », partant d’Istanbul pour gagner l’Inde.
Selon le Financial Times de Londres, MacLean « est en train d’élargir les frontières de la littérature de voyage, en abolissant la distinction qui sépare la réalité de la fiction ». Colin Thubron a dit des œuvres de MacLean qu’elles forment un genre littéraire qui n’appartient qu’à lui et présentent un monde « hyper-réel » qui n’est ni récit de voyage ni réalité propre, mais une sorte de distillation concentrée de chacun de ses périples. Dans tous ses livres, MacLean raconte les histoires extraordinaires d’hommes et de femmes ordinaires et, par le biais de la fiction et de sa propre créativité désormais affirmée, il donne à ses lecteurs, l’occasion de partager leurs vies, leurs sociétés et leurs histoires.

## Œuvres
- Stalin’s Nose (HarperCollins 1992)
- The Oatmeal Ark (HarperCollins 1997)
- Under the Dragon (HarperCollins 1998)
- Next Exit Magic Kingdom (HarperCollins 2000)
- Falling for Icarus (Penguin 2004)
- Magic Bus (Penguin 2006, Editions Hoëbeke 2008)
- Missing Lives (Dewi Lewis 2010)
- Gift of Time (Constable 2011)
- Back in the USSR: Heroic Adventures in Transnistria (2014)
- Berlin: Imagine a City (2014)
- Wunderkind: Portraits of 50 Contemporary German Artists (2016)
- Beneath the Carob Trees: The Lost Lives of Cyprus (2016)
- Pictures of You: Ten Journeys in Time (2017)
- In North Korea: Lives and Lies in the State of Truth (2017)
- Pravda Ha Ha: True Travels to the End of Europe (2019)

## Distinctions
- Membre de la Royal Society of Literature (FRSL - 2007)